# بيدريزولا
بيدريزولا (بالإنجليزية: Pedrezuela)‏ هي بلدية ومدينة في منطقة الحكم الذاتي وتقع في منطقة مدريد في وسط إسبانيا. تبلغ مساحة هذه المدينة   (كم²)، ويبلغ عدد سكانها   نسمة حسب إحصاء سنة 2008 م.